# Odontosyllis psammochroma
Odontosyllis psammochroma är en ringmaskart som beskrevs av Augener 1924. Odontosyllis psammochroma ingår i släktet Odontosyllis och familjen Syllidae.
Artens utbredningsområde är havet kring Nya Zeeland. Inga underarter finns listade i Catalogue of Life.